# Extensible User Interface Protocol
Das Extensible User Interface Protocol, oder XUP, ist ein geplanter Web-Standard. XUP ist ein SOAP-basiertes Protokoll, mit dem Ereignisse innerhalb einer Benutzeroberfläche ausgetauscht werden können, wobei die Oberfläche durch ein XML-Dokument beschrieben wird. Die Spezifikation setzt hierbei keine Grenzen in Bezug auf das Format, in dem die XML-Datei beschrieben ist, oder welches Ereignismodell zur Kommunikation über XUP verwendet wird. In der Spezifikation verwendete Beispiele für mögliche Sprachen für Benutzeroberflächen sind unter anderem XHTML, Wireless Markup Language und XUL.
Die XUP-Spezifikation wurde dem World Wide Web Consortium (W3C) im März 2002 von Konsortiumsmitglied MartSoft Corporation übermittelt. Laut letztem Status von 2006 hat der Standard den Status einer Note (deutsch: Anmerkung), was bedeutet, dass das W3C den Standard nicht zu einer Empfehlung weiterentwickelt hat, und dieser nur zu informativen Zwecken dort untergebracht ist.